# Oranje havikskruid
Oranje havikskruid (Pilosella aurantiaca, synoniem: Hieracium aurantiacum) is een vaste plant die behoort tot de composietenfamilie (Asteraceae). De plant is inheems in Centraal-Europa en Zuid-Europa. In België en Nederland wordt deze plant in siertuinen toegepast, vanwaaruit hij geregeld verwildert.
De plant heeft zowel bovengrondse als ondergrondse (wortelstok) uitlopers, waardoor hij een dichte zode kan vormen. De plant wordt 30–60 cm hoog en heeft zoals de Nederlandse naam al aangeeft oranje bloemen, ongeveer 2 cm groot. De stengel en de bladeren zijn behaard. Op de spatelvormige bladeren zitten klierharen.
Oranje havikskruid bloeit in juni en juli met talrijke (twee tot twaalf) hoofdjes. De vrucht is een nootje met pappus dat later uitgroeit tot het vruchtpluis.
De plant komt voor tussen het gras op droge tot vrij vochtige, iets zure plaatsen. De ervaring leert dat de plant in de tuin niet kieskeurig is voor wat betreft de grond, zolang de plek maar zonnig is. Als de grond voedselrijk is, zal de plant behoorlijk gaan woekeren.
De bloemen worden bezocht door vlinders als de kleine vos, de morgenrood en de kleine parelmoervlinder.

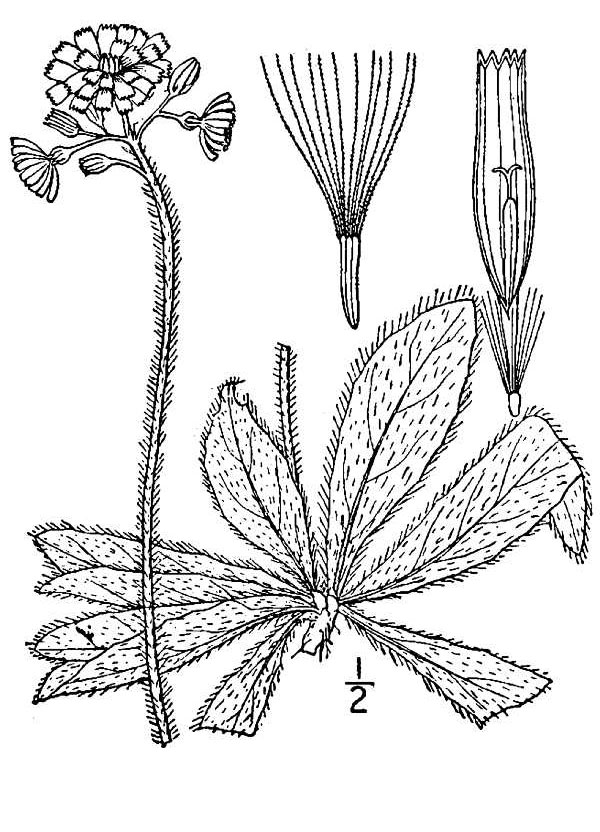
Tekening van oranje havikskruid.
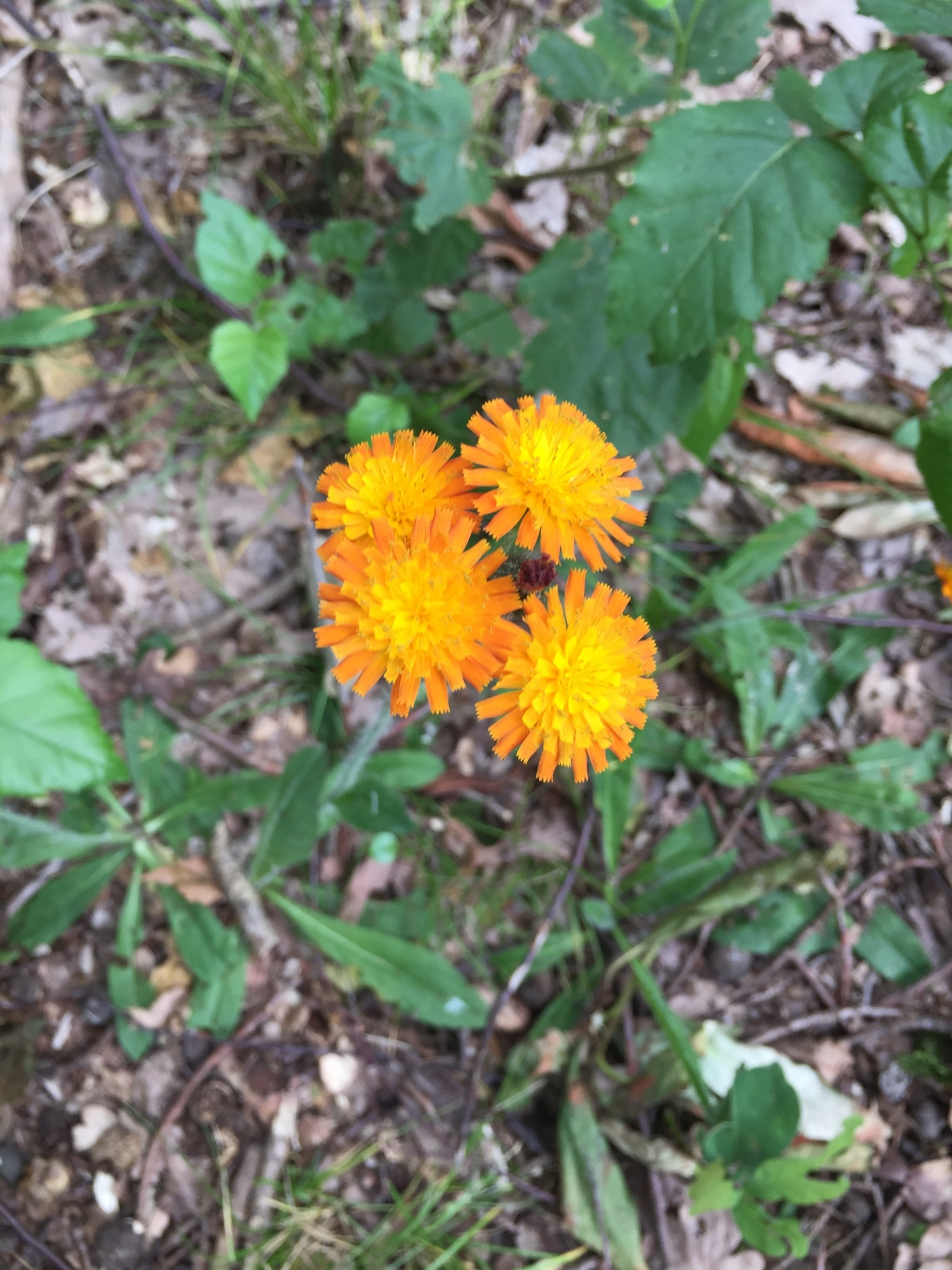

## Namen in andere talen
- Duits: Orange-rotes Habichtskraut
- Engels: Orange hawkweed, Devil's paintbrush, Fox and cubs
- Frans: Epervière orangée